# خانه گلی
خانه گلی روستایی در دهستان کلاته‌های شرقی بخش مرکزی شهرستان میامی استان سمنان ایران است.

## جمعیت
بر پایه سرشماری عمومی نفوس و مسکن در سال ۱۳۹۵ جمعیت این روستا ۱۰ نفر (۴خانوار) بوده‌است.